# Erika Eiffel
Erika Eiffel (soltera LaBrie; nacida en 1972), también conocida como Aya, es una arquera competitiva estadounidense y defensora de la sexualidad objetual. En 2007, llevó a cabo una ceremonia simbólica de compromiso con la Torre Eiffel.

## Carrera militar
Después de unirse a la Fuerza Aérea de los Estados Unidos, Erika Eiffel ingresó a la Academia de la Fuerza Aérea en 1993. En su primer año, fue víctima de un intento de agresión sexual por parte de otro cadete, el cual logró impedir utilizando una espada de entrenamiento. Más adelante, fue expulsada de la Academia debido a un diagnóstico de trastorno de personalidad. Según explicó: «Sentía que la única forma de poder dormir era abrazada a algo, como mi espada, porque era lo único que me protegía. Y la situación fue empeorando».

## Carrera de tiro con arco
Eiffel inició su trayectoria en el tiro con arco recurvo en 1999 mientras vivía en Japón, y al año siguiente comenzó a utilizar el arco compuesto.En 2003, logró el primer lugar en ambas modalidades —FITA y olímpica— en los tres torneos de la Copa Nacional: Arizona Cup, Texas Shootout y Gold Cup.Ese mismo año, ganó la medalla de oro y rompió el récord del equipo FITA como parte del equipo estadounidense en el 42.º Campeonato Mundial de Tiro al Blanco, celebrado en la ciudad de Nueva York.
Eiffel, conocida como "Aya" en el ámbito del tiro con arco, representó a Estados Unidos en el Campeonato Mundial de Campo de la FITA utilizando arco recurvo olímpico, así como en el Campeonato de Diana de la FITA y en la Copa del Mundo de la FITA con arco compuesto. Además, participó en el Campeonato de Tiro en Pista Cubierta de la IFAA, donde en 2007 ganó la medalla de oro y estableció un récord mundial de ronda única en Mannheim, Alemania, en la categoría de recurvo limitado estilo libre.
Eiffel integró el Equipo Nacional de Tiro con Arco de Estados Unidos en los años 2004 y 2006 en la modalidad de arco compuesto,y en 2009 fue parte del Equipo Nacional Senior en la disciplina de recurvo olímpico.

## Eiffel y la sexualidad objetal
Eiffel fundó OS Internationale, una organización dedicada a personas que establecen vínculos significativos con objetos inanimados.Ella sostiene que su relación objetal con Lance, su arco de competición, fue clave para alcanzar el nivel de arquera de talla mundial.
Eiffel conoció la Torre Eiffel en 2004 y afirmó haber sentido una conexión inmediata.En una entrevista con ABC News, explicó que ella y otras personas «[...] sienten una conexión innata con los objetos», señalando que es completamente normal establecer vínculos emocionales, espirituales y, en algunos casos, físicos con ellos.En abril de 2009, durante el segundo aniversario de su matrimonio simbólico con la Torre Eiffel, apareció en Good Morning America, donde comentó que su amor por los objetos le brindó empoderamiento. Además, su relación de dos décadas con el Muro de Berlín inspiró la creación del musical El Muro de Erika.
En 2011, la periodista finlandesa Janne Flinkkilä se trasladó a Berlín por un año para documentar la vida cotidiana de Eiffel y explorar las relaciones objetales. Su libro, Rautaiset rakastajat – matkani Erika Eiffelin maailmaan ("Amantes de hierro – Mi viaje al mundo de Erika Eiffel"), fue publicado en Finlandia en octubre de 2012.